# Maria de Antioquia
Maria de Antioquia foi uma imperatriz-consorte bizantina, esposa do imperador Manuel I Comneno (r. 1143–1180). Ela era filha de Constança de Antioquia e seu primeiro marido, Raimundo de Poitiers. Seu único filho foi Aleixo II Comneno, que sucedeu ao pai, em 1180, e morreu três anos depois, aos 14 anos. Ela foi regente do filho, de 1180 até 1182.

## História
Em 1160, o padrasto de Maria, o segundo marido de Constância, Reinaldo de Châtillon, foi aprisionado por Majaldine, o emir de Alepo e aliado de Noradine. A mãe dele reivindicou para si o Principado de Antioquia, mas os nobres apoiaram o irmão de Maria, Boemundo. O rei Balduíno III de Jerusalém nomeou-o príncipe Boemundo III de Antioquia e indicou, como regente, o rico e mundano Aimery de Limoges, patriarca latino de Antioquia, um antigo adversário de Reinaldo. Constância protestou da decisão, em Constantinopla, na corte do imperador bizantino Manuel I Comneno, o senhor nominal de Antioquia.
No final de 1159, a esposa de Manuel, Irene (chamada originalmente Berta de Sulzbach), havia morrido e ele queria se casar com uma princesa de um dos estados cruzados. João Contostefano, o principal dragomano (intérprete), Teofilato, e o acóluto da Guarda Varegue Basílio Camatero foram enviados à Jerusalém para tentar encontrar uma princesa disponível e duas candidatas apareceram: Maria de Antioquia e Melisende de Trípoli, uma filha do conde Raimundo II de Trípoli com Hodierna de Jerusalém. Ambas eram conhecidas por sua beleza, mas, de acordo com João Cinamo, Maria era a mais bonita: alta e loira, claramente mostrava a sua ascendência normanda. O rei Balduíno III sugeriu Melisende, e o irmão dela, o conde Raimundo III de Trípoli, começou a juntar um enorme dote, com presentes de Hodierna e da tia dela, homônima, a rainha Melisende. Os embaixadores não ficaram satisfeitos e adiaram o casamento por mais de um ano, pois, aparentemente, haviam ouvido rumores sobre uma infidelidade de Hodierna, o que colocava em dúvida a legitimidade de Melisende. Finalmente, Manuel escolheu Maria. O conde Raimundo se ofendeu e, como retaliação, atacou Chipre, sob controle bizantino na época.
Enquanto isso, uma embaixada imperial liderada por Aleixo Briênio Comneno e pelo prefeito de Constantinopla, João Camatero, chegou a Antioquia para negociar o casamento. Maria embarcou no porto de São Simeão direto para a capital, em setembro de 1161, e o casamento se realizou na Grande Igreja, em 24 de dezembro. Três patriarcas realizaram a cerimônia: Lucas Crisoberges, de Constantinopla, Sofrônio III, patriarca grego ortodoxo de Alexandria e Atanásio I, patriarca grego ortodoxo de Antioquia. O casamento foi comemorado com banquetes, presentes da igreja e corridas de bigas no Hipódromo para o povo, e fortaleceu os laços entre Antioquia e o Império Bizantino e a posição da mãe de Maria, Constância, que agora era regente em Antioquia. De acordo com Nicetas Coniates, Maria...:
| “ | ...era como a amante da alegria, a dourada Afrodite, a de armadura branca e com olhos de touro, Hera, a de longo pescoço e belo tornozelo lacônia que os antigos deificaram por sua beleza e todas as demais belas cujos semblantes ficaram preservados nos mais importantes livros e histórias. | ” |
|   | — Nicetas Coniates. |   |

Por muitos anos, Maria não teve filhos. Em 1166, ela ficou grávida pela primeira vez, mas perdeu um menino, o que foi considerado uma tragédia pelo imperador e pelo povo. Três anos depois, Maria finalmente teve um filho, o futuro imperador Aleixo II Comneno. Ele teve um importante papel na vida política e diplomática de Constantinopla. Fluente em francês, ela era uma das poucas capazes de perceber o jogo duplo do hipoboleu (intérprete da corte) Aarão Isáquio, que estava secretamente aconselhando os ocidentais a não pagarem demais pela graça do imperador. Como resultado, Manuel mandou cegar Aarão.

## Viuvez
Após a morte de Manuel, em 1180, Maria oficialmente se tornou uma freira de nome "Xena" ("estrangeira") mas, na verdade, ela atuava como regente do jovem Aleixo II, seu filho. Apesar de ser uma freira, ela também dispunha de diversos pretendentes e acabou escolhendo outro Aleixo Comneno, o protosebasto e protovestiário, um sobrinho de Manuel e tio de Maria Comnena, a ex-rainha de Jerusalém, como conselheiro e amante, o que provocou escândalo na população. Como uma ocidental que favorecia os comerciantes italianos, Maria enfrentava a oposição dos gregos, e sua regência foi amplamente considerada incompetente. Os líderes da oposição eram sua enteada, a porfirogênita Maria Comnena e o marido dela, o césar Rainério de Monferrato, mesmo sendo ele um latino. A porfirogênita Maria poderia ser considerada a herdeira legítima por ser a filha mais velha de Manuel (ela era quase da mesma idade de sua madrasta, Maria de Antioquia). Maria e Rainério conseguiram o apoio do patriarca Teodósio I e utilizaram Santa Sofia como base de operações. Aleixo, por sua vez, mandou prender o patriarca, o que levou a um conflito aberto pelas ruas da capital.

## Execução
O primo de Manuel, Andrônico Comneno, que havia sido exilado durante o reinado dele, foi convidado de volta à corte pela porfirogênita Maria e marchou sobre a capital em 1182. Ele incitou a população, o que provocou o infame Massacre dos Latinos, a maior parte deles comerciantes venezianos e genoveses. Após conquistar o controle da cidade, ele mandou prender a porfirogênita e Rainério, enquanto que a imperatriz Maria foi presa e confinada no Mosteiro de São Diomedes (ou numa prisão próxima). A imperatriz tentou buscar ajuda com seu cunhado, o rei Bela III da Hungria, sem sucesso. Andrônico obrigou Aleixo a assinar a ordem de execução da mãe e nomeou seu próprio filho, Manuel Comneno, e o sebasto Jorge para a executarem, mas eles se recusaram. Então, de acordo com Nicetas, Maria foi estrangulada pelo heteriarca Constantino Trípsico e pelo eunuco Pteriogenita e enterrada numa vala comum numa praia próxima. Provavelmente por conta do sigilo em torno do assassinato, versões alternativas de sua morte circularam, como a de que ela teria sido colocada amarrada num saco e afogada. Andrônico se fez coroar co-imperador, o que salvou Aleixo II apenas por um breve período, pois ele logo foi morto e Andrônico tomou o controle do império. Algum tempo depois, o novo imperador destruiu ou mutilou a maior parte das imagens de Maria em Constantinopla.